# Angela Smith (femme politique)
Pour les articles homonymes, voir Angela Smith et Smith.
Angela Smith, née le 16 août 1961 à Grimsby, est une personnalité politique britannique.

## Biographie
Angela Smith naît le 16 août 1961 à Grimsby. Elle grandit à Grimsby, où son grand-père avait été maire. Elle fréquente l'école Waltham Leas (aujourd'hui The Leas Junior School) à Waltham et l'école Tollbar, à New Waltham dans le Lincolnshire.
Elle rejoint le parti travailliste à l'âge de 16 ans et travaille pour le NHS pendant cinq ans, avant de suivre un cours du soir de niveau A. Elle étudie l'anglais à l'université de Nottingham en septembre 1987.
Elle commence un philosophiæ doctor au Newnham College à Cambridge, mais ne le termine pas. Elle est chargée de cours d'anglais au Dearne Valley College à Wath upon Dearne de 1994 à 2003.
En mai 1994, elle se présente sans succès comme candidate du parti travailliste pour le Castle Ward du conseil municipal de Cambridge. Elle est élue membre travailliste du conseil municipal de Sheffield en 1996 pour le quartier de Broomhill, avant de gagner dans le quartier de Birley en 2000 et 2004. Elle se retire en 2005 et le nouveau candidat travailliste remporte l'élection partielle en mai 2005,.